# Mercedes-Benz R231
Mercedes-Benz R231 (eller Mercedes-Benz SL-klass) är en gran turismo tillverkad av den tyska biltillverkaren Mercedes-Benz mellan 2012 och 2020.
Versioner:
| Modell   | Årsmodell | Motor                     | Cylindervolym | Effekt     | Bränslesystem               |
| -------- | --------- | ------------------------- | ------------- | ---------- | --------------------------- |
| SL350    | 2012-14   | M276: 6-cyl V-motor DOHC  | 3499 cm³      | 306 hk     | Direktinsprutning           |
| SL400    | 2015-20   | M276: 6-cyl V-motor DOHC  | 2996 cm³      | 333-367 hk | Direktinsprutning, biturbo  |
| SL500    | 2012-20   | M278: 8-cyl V-motor DOHC  | 4663 cm³      | 435-455 hk | Direktinsprutning, biturbo  |
| SL63 AMG | 2012-19   | M157: 8-cyl V-motor DOHC  | 5461 cm³      | 537-585 hk | Direktinsprutning, biturbo  |
| SL65 AMG | 2013-18   | M279: 12-cyl V-motor DOHC | 5980 cm³      | 630 hk     | Bränsleinsprutning, biturbo |